# Feldkanone

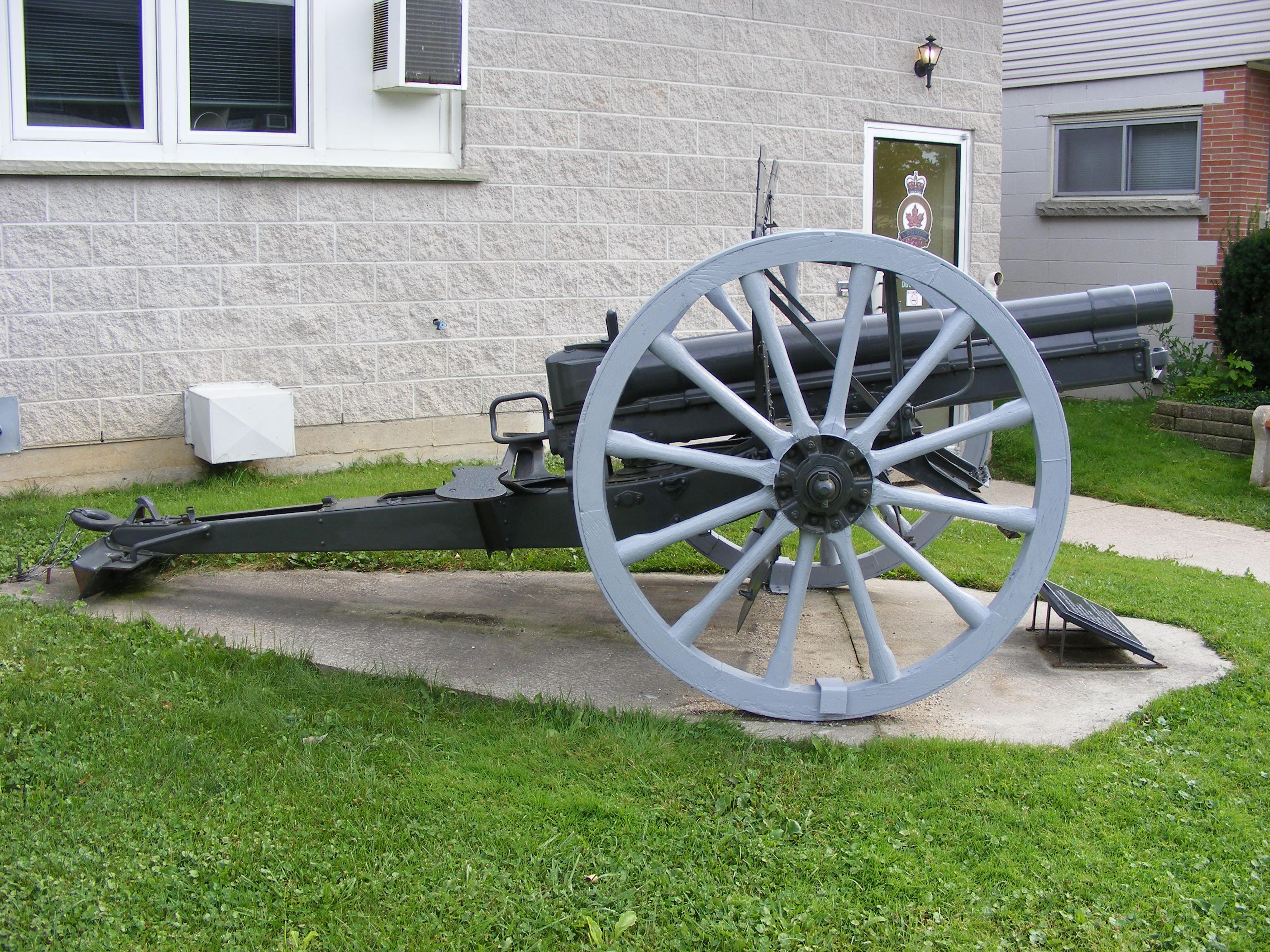
Eine deutsche 7,7-cm-Feldkanone 96 n.A. des Ersten Weltkrieges

Eine Feldkanone ist eine Kanonenart der Artillerie. Die Feldkanone feuert im Gegensatz zum Mörser oder zur Haubitze nur in der unteren Winkelgruppe und ist daher ein sogenanntes Flachbahngeschütz.
Im englischen Sprachraum sind Feldkanonen Kanonen mit einem Kaliber bis zu etwa 4,5 Zoll (114 mm). Größer waren Medium (mittlere) und die großen Heavy (schwere) Kanonen. Die größte Feldkanone war die BL 5.5 inch Medium Gun mit einer Schussreichweite von 14,6 km. In Deutschland wurden Feldkanonen im Kaliber von 75 bis 140 mm hergestellt.

## Geschichte
Ursprünglich bezeichnet Feldkanone ein kleines Geschütz, das der Infanterie auf dem Marsch folgen sollte und in der Schlacht beweglich genug war, um die Stellung schnell zu wechseln. Diese Eigenschaft unterscheidet die Feldkanone von den älteren Kanonen, die zu groß und zu schwerfällig waren und nur für Belagerungen eingesetzt wurden. Aus diesem Grund gehörten die Feldkanonen zur Feldartillerie, die schweren Geschütze dagegen zur Fuß- oder Festungsartillerie. Als Vorläufer der Feldkanonen gelten die Feldschlangen.
Der wohl bekannteste Einsatz von Feldkanonen hinsichtlich moderner Schlachttaktiken war der von Gustav Adolf, der im Dreißigjährigen Krieg große Räder an die Feldkanonen montieren ließ, um sie schnell auf dem Schlachtfeld verlegen zu können. Durch diesen hochmobilen Einsatz der Kanonen während der Schlacht konnten geschlossene feindliche Streitkräfte aufgebrochen werden und somit ihre Einsatzstärke effektiv verringert werden.
Mit der ständigen Weiterentwicklung der Artillerie wurden nahezu alle Geschütze jeder Art mobil gemacht. Selbst die größten Belagerungsgeschütze wurden im Ersten Weltkrieg zu Eisenbahngeschützen oder auf Selbstfahrlafetten im Feld mobil. Nach dem Krieg wurde die Entwicklung auf hochmobile Geschütze mit entsprechend kleinem Kaliber verlagert. Die deutsche Wehrmacht verfügte jedoch auch im Zweiten Weltkrieg über großkalibrige Geschütze, die äußerst ineffektiv waren.

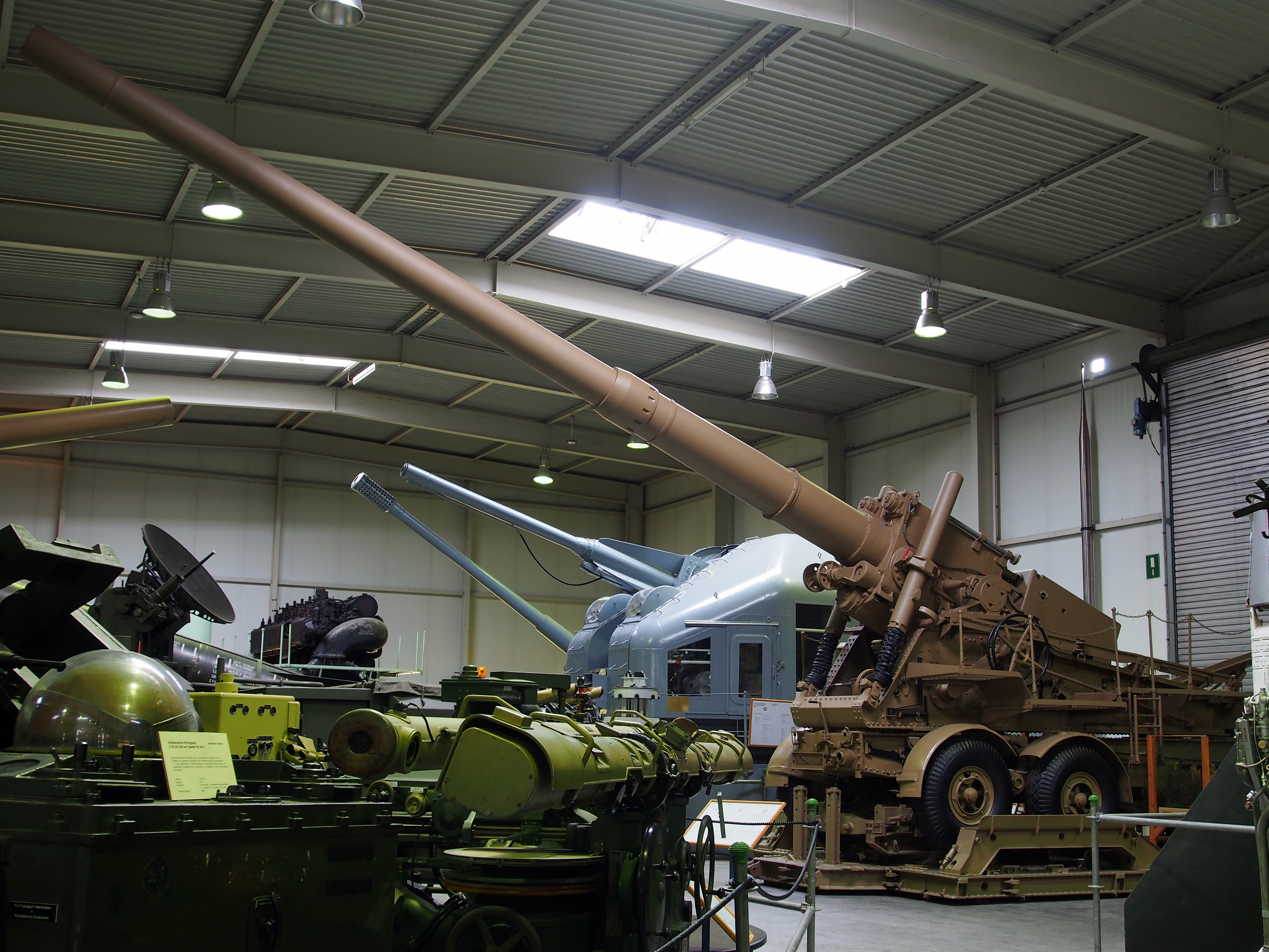
24-cm-Kanone 3, Wehrtechnische Studiensammlung Koblenz

Die einzige Feldkanone der Alliierten neben der britischen 5,5-Zoll-Kanone war die amerikanische 155 mm Gun M1  Long Tom. In Deutschland wurden im Vergleich zu Haubitzen nur sehr wenige Feldkanonen vor und noch weniger während des Zweiten Weltkrieges hergestellt; Ausnahmen sind die 7,5-cm-Feldkanone 16nA, die bis 1945 gefertigte Schwere 10-cm-Feldkanone 18 und die 15-cm-Kanone 39.
Die Klasse der kleinen hochmobilen Artilleriesysteme bis Kaliber 105 mm wurde größtenteils durch die Steilfeuergeschütze der Infanterie (kleine Mörser bis Kaliber 120 mm und Granatwaffen) ersetzt. Haubitzen im NATO-Kaliber 155 mm bzw. russischen Kaliber 152 mm in Form einer Panzerhaubitze oder als Selbstfahrlafette decken den mittleren Bereich ab. Weitreichende Waffeneinsätze werden durch Raketenwaffen oder Kampfflugzeuge wahrgenommen.
In der Bundeswehr werden auch Maschinenkanonen wie die Rh 202 als Feldkanonen bezeichnet, wenn sie beweglich gemacht und nicht als Bordwaffen wie beim Schützenpanzer Marder verbaut sind.